# Mount Taylor (British Columbia)
Der Mount Taylor ist ein 2318 m hoher Berg mit einer Schartenhöhe von 208 m im Südwesten der kanadischen Provinz British Columbia, im Squamish-Lillooet Regional District.

## Geographie
Der Mount Taylor liegt in den Coast Mountains im Joffre Lakes Provincial Park. Er ist Teil der Joffre Group, eines Teils der Lillooet Ranges. Er liegt 21 km östlich von Pemberton und 7 km nordöstlich des Lillooet Lake. Der nächsthöhere Berg ist der Slalok Mountain (2653 m), 1,9 km östlich gelegen. Die Abflüsse der Niederschläge fließen in den Joffre Creek, einen Zufluss des Lillooet River. Der Name des Berges wurde von Karl Ricker vom Alpine Club of Canada vorgeschlagen, um Ada C. Taylor zu ehren, eine Pionierin von Pemberton und die erste Krankenschwester der Gemeinde. Das Toponym wurde am 23. Januar 1979 vom Geographical Names Board of Canada offiziell anerkannt.

## Klima
In Bezug auf die Klimaklassifikation nach Köppen und Geiger herrscht am Gipfel des Mount Taylor ein subpolares Klima. Die meisten Wetterfronten stammen vom Pazifik und bewegen sich ostwärts auf die Coast Mountains zu, wo sie durch die Berge zum  Aufsteigen (Windstau) gezwungen werden, was wiederum dazu führt, dass die enthaltene Feuchtigkeit in Form von Regen oder Schnee abgegeben wird. Im Ergebnis führt das zu hohen Niederschlägen in den Coast Mountains, insbesondere zu starken Schneefällen im Winter. Die Temperaturen können unter −20 °C fallen, unter Berücksichtigung von Windchill-Einfluss unter −30 °C. Die Monate Juli bis September bieten die besten Wetterbedingungen für einen Aufstieg.

## Galerie

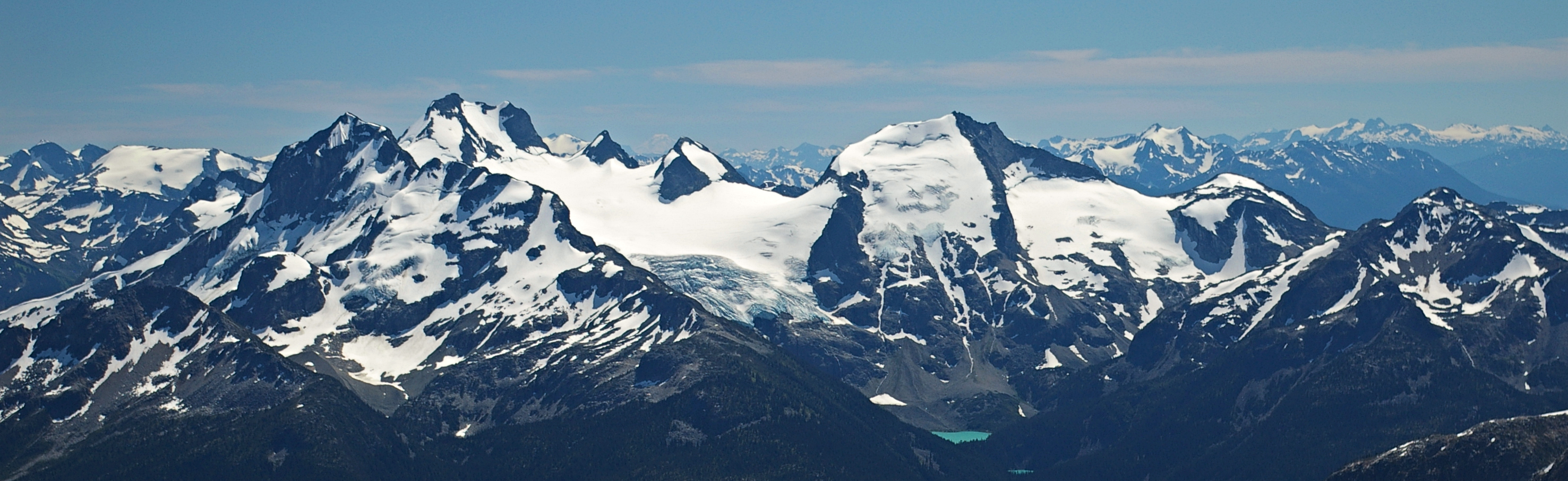
Die Joffre Group: Joffre Peak (links), Mount Matier (der Höchste), Mount Hartzell, Mount Spetch, Slalok Mountain, Tszil Mountain und Mount Taylor (am weitesten rechts)
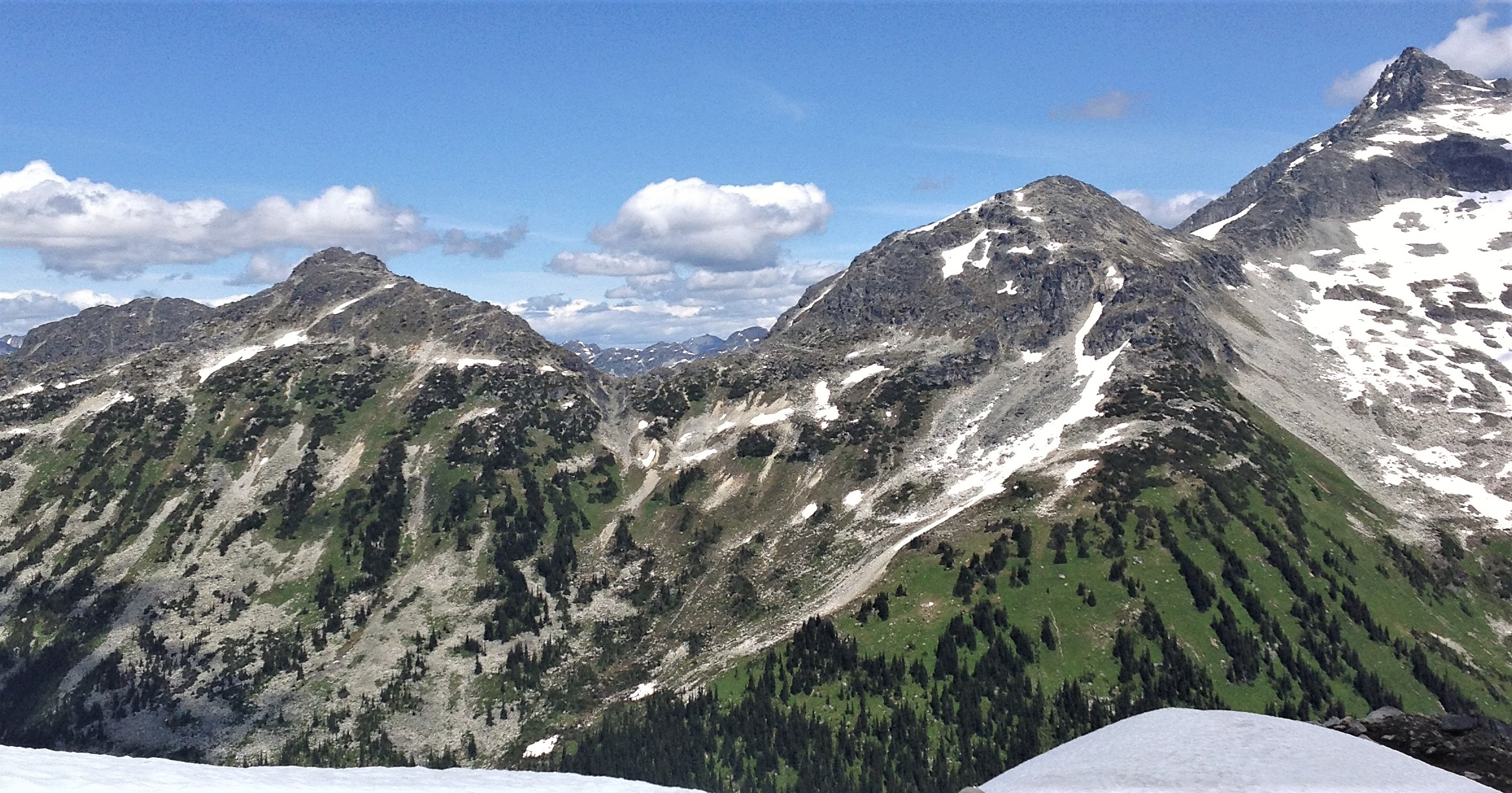
Südansicht von Mount Taylor (links), Tszil Mountain (rechts der Mitte) und Slalok Mountain (rechte obere Ecke)